# منظمة معايير الغذاء في إسكتلندا
منظمة معايير الغذاء في اسكتلندا:
في الغيلية الاسكتلندية: (Inbhe-Bidhe Alba)، هي دائرة حكومية غير وزارية تابعة للحكومة الاسكتلندية، وهي مسؤولة عن سلامة الأغذية، ومعايير الأغذية، والتغذية، وتوسيم الأغذية، وتفتيش اللحوم في اسكتلندا.
المنظمة تأسست بموجب قانون الغذاء (اسكتلندا) لعام 2015، وقامت بتولي مسؤوليات وكالة معايير الأغذية على مستوى المملكة المتحدة في اسكتلندا.

## الواجبات
تشمل مجالات المسؤولية الرئيسية المحددة في القانون ما يلي:
- التأكد من أن الطعام في اسكتلندا لا يزال آمنا للأكل.
- تقديم المشورة حول تحسين النظام الغذائي والتغذية للناس في اسكتلندا.
- توفير التنظيم بشكل فعال ومتناسب.
- دعم صناعة المواد الغذائية والمشروبات في اسكتلندا بما في ذلك سمعتها.
- دعم سياسة الطعام والشراب في اسكتلندا.

بالإضافة إلى انها تحل محل وكالة معايير الأغذية في اسكتلندا، فإن منظمة معايير الأغذية في اسكتلندا لها دور في السياسة الغذائية والتغذية. كما أن لديها السلطة لتكون قادرة على مصادرة الغذاء عندما لا يستوفي قواعد وضع العلامات.
تلعب منظمة معايير الأغذية في اسكتلندا دورًا في حماية المستهلك: التأكد من أن الطعام آمن للأكل، وضمان معرفة المستهلكين لما يأكلونه وتحسين التغذية. تتمتع منظمة معايير الأغذية في اسكتلندا برؤية لبيئة الطعام والشراب في اسكتلندا التي تفيد المستهلكين وتحميهم وتثق بهم.
كما تلعب أيضا دورًا في توفير المعلومات والمشورة بشأن سلامة الأغذية ومعاييرها والتغذية ووضع العلامات. الغرض من المعلومات المقدمة هي أن تكون مستقلة ومتسقة وقائمة على الأدلة وتركز على المستهلك.
إن المنظمة معنية بتطوير السياسات، وتقديم المشورة بشأن السياسات والمستهلكين، وتقديم إستراتيجية تنظيمية وإنفاذ قوية. حيث يتم تمويلها بشكل رئيسي من قبل الحكومة وتتقاضى رسومًا لاسترداد تكاليف الوظائف التنظيمية.

## الحوكمة
يجتمع مجلس منظمة معايير الأغذية في اسكتلندا علنا. كما أن التوصيات وقرارات السياسة، وأسبابها، ستكون متاحة للجمهور عبر الموقع.

## خلفية
في عام 2010، قررت حكومة المملكة المتحدة نقل المسؤولية عن وضع العلامات والمعايير الغذائية والتغذية في إنجلترا من وكالة معايير الأغذية (FSA) إلى وزارة الصحة ووزارة البيئة والغذاء والشؤون الريفية (Defra).
بعد ذلك طلبت الحكومة الاسكتلندية إجراء مراجعة مستقلة لتقييم جدوى إنشاء هيئة معايير غذائية اسكتلندية قائمة بذاتها. وقاد المراجعة البروفيسور جيم سكودامور وأبلغ عنها في عام 2012.

## الانتقال
قبل وضع اللمسات الأخيرة على التشريع، قامت وكالة معايير الأغذية في اسكتلندا بنقل مكتبها إلى The Pilgrim House في وسط أبردين.
في نوفمبر 2014، تم الإعلان عن تعيين روس فيني كرئيس لمنظمة معايير الأغذية في اسكتلندا. أصبح جيف أوغل الذي شغل منصب المدير بالنيابة للفرع الإسكتلندي لوكالة معايير الأغذية منذ يونيو 2014 الرئيس التنفيذي للمنظمة الجديدة.

## تمرير مشروع القانون
أعلن الوزراء عن خطط لإنشاء هيئة جديدة لمعايير الأغذية في اسكتلندا في يونيو 2012. جرت مشاورة عامة بين فبراير ومايو 2013. اجتاز مشروع القانون المرحلة الثانية من العملية التشريعية في نوفمبر 2014.
تم تقديم مشروع القانون إلى البرلمان الاسكتلندي في 13 مارس 2014. اجتاز مشروع القانون المرحلة الثانية من العملية التشريعية في 11 نوفمبر 2014. تم تقديم الدعم للهيئة الجديدة من قبل MSPs في لجنة الصحة والرياضة في أغسطس 2014. وحصلت على موافقة ملكية في 13 يناير 2015.

## روابط خارجية
- الموقع الرسمي